# نامه به پدر

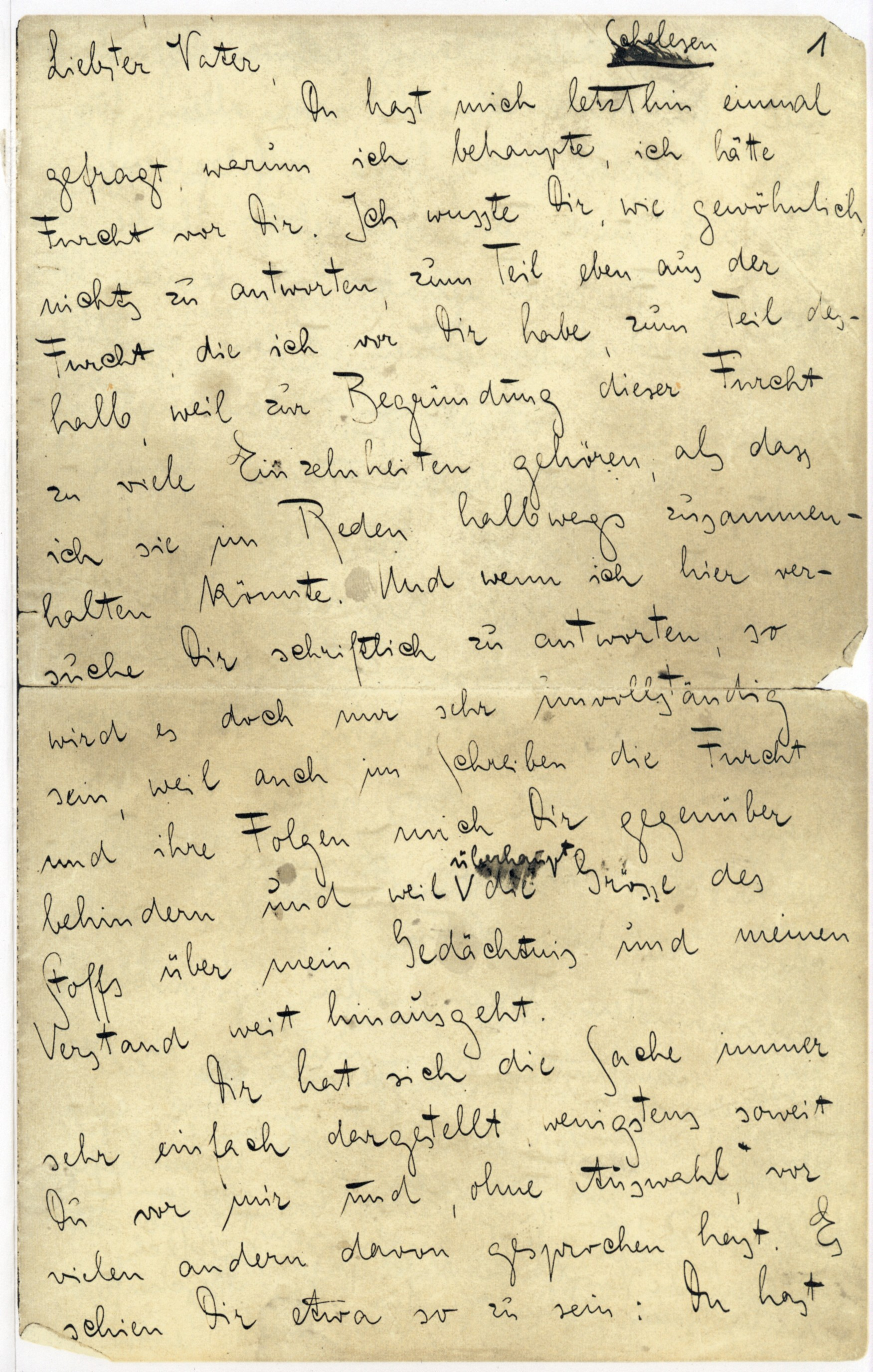
صفحه نخست دست‌نوشته کافکا

نامه به پدر (آلمانی: Brief an den Vater) عنوانی است که به نامه‌ای که فرانتس کافکا برای پدرش، هرمان، در نوامبر ۱۹۱۹ نوشت، داده شده است. این نامه فرانتس کافکا هیچگاه به پدرش نرسید.